# Golovinomyces
Golovinomyces is een geslacht van schimmels behorend tot de familie Erysiphaceae. Parasieten van planten, die ziekten veroorzaken die echte meeldauw worden genoemd. Kenmerkend voor het geslacht zijn de gelobde appressoria en de vorming van 2, minder vaak 4, ascosporen per ascus,

## Soorten
Volgens Index Fungorum telt het geslacht 65 soorten:
| Soortnaam                                                  | Auteur(s)                                            | Publicatiejaar |
| ---------------------------------------------------------- | ---------------------------------------------------- | -------------- |
| Golovinomyces adenophorae                                  | (R.Y. Zheng & G.Q. Chen) V.P. Heluta                 | 1988           |
| Golovinomyces ambrosiae                                    | (Schwein.) U. Braun & R.T.A. Cook                    | 2009           |
| Golovinomyces americanus                                   | (U. Braun) V.P. Heluta                               | 1988           |
| Golovinomyces andinus                                      | (Speg.) U. Braun                                     | 1999           |
| Golovinomyces arabidis                                     | (R.Y. Zheng & G.Q. Chen) V.P. Heluta                 | 1988           |
| Golovinomyces artemisiae (Bijvoetmeeldauw)                 | (Grev.) V.P. Heluta                                  | 1988           |
| Golovinomyces asperifolii (Vergeet-Mij-Nietjesmeeldauw)    | (Erikss.) U. Braun & H.D. Shin                       | 2018           |
| Golovinomyces asperifoliorum                               | (Grev.) U. Braun & H.D. Shin                         | 2018           |
| Golovinomyces asterum (o.a. Guldenroedemeeldauw)           | (Schwein.) U. Braun                                  | 2012           |
| Golovinomyces biocellatus (Muntmeeldauw)                   | (Ehrenb.) V.P. Heluta                                | 1988           |
| Golovinomyces bolayi                                       | S. Takam., Lebeda & M. Götz                          | 2019           |
| Golovinomyces brunneopunctatus                             | (U. Braun) V.P. Heluta                               | 1988           |
| Golovinomyces calceolariae                                 | Havryl., S. Takam. & V.P. Heluta                     | 2008           |
| Golovinomyces californicus                                 | (U. Braun) V.P. Heluta                               | 1988           |
| Golovinomyces caulicola                                    | (Cif. & Bat.) U. Braun                               | 2009           |
| Golovinomyces chrysanthemi                                 | (Rabenh.) M. Bradshaw, U. Braun, Meeboon & S. Takam. | 2017           |
| Golovinomyces cichoracearum (Golovinomyces cichoracearum)  | (DC.) V.P. Heluta                                    | 1988           |
| Golovinomyces circumfusus                                  | (Schltdl.) U. Braun                                  | 2012           |
| Golovinomyces clematidis                                   | T.Z. Liu & Jing Wen                                  | 2013           |
| Golovinomyces cucurbitacearum                              | (R.Y. Zheng & G.Q. Chen) Vakal. & Kliron.            | 2001           |
| Golovinomyces cynoglossi (Smeerwortelmeeldauw)             | (Wallr.) V.P. Heluta                                 | 1988           |
| Golovinomyces depressus (Klitmeeldauw)                     | (Wallr.) V.P. Heluta                                 | 1988           |
| Golovinomyces echinopis (Kogeldistelmeeldauw)              | (U. Braun) V.P. Heluta                               | 1988           |
| Golovinomyces euphorbiicola                                | (Havryl.) U. Braun & Havryl.                         | 2012           |
| Golovinomyces fischeri (Kruiskruidmeeldauw)                | (S. Blumer) U. Braun & R.T.A. Cook                   | 2009           |
| Golovinomyces franseriae                                   | U. Braun                                             | 2012           |
| Golovinomyces glandulariae                                 | L. Kiss & Vaghefi                                    | 2019           |
| Golovinomyces greeneanus                                   | (U. Braun) V.P. Heluta                               | 1988           |
| Golovinomyces hieraciorum                                  | G.X. Guan & S.Y. Liu                                 | 2022           |
| Golovinomyces hieraciorum                                  | G.X. Guan & S.Y. Liu                                 | 2022           |
| Golovinomyces hydrophyllacearum                            | (U. Braun) V.P. Heluta                               | 1988           |
| Golovinomyces hyoscyami                                    | (R.Y. Zheng & G.Q. Chen) V.P. Heluta                 | 1988           |
| Golovinomyces immersus                                     | (U. Braun) V.P. Heluta                               | 1988           |
| Golovinomyces inulae                                       | U. Braun & H.D. Shin                                 | 2012           |
| Golovinomyces ixodiae                                      | (Cunningt., Beilharz & Pascoe) U. Braun & L. Kiss    | 2020           |
| Golovinomyces laporteae                                    | (U. Braun) V.P. Heluta                               | 1988           |
| Golovinomyces latisporus                                   | (U. Braun) P.L. Qiu & S.Y. Liu                       | 2020           |
| Golovinomyces longipes                                     | (Noordel. & Loer.) L. Kiss                           | 2019           |
| Golovinomyces lycopersici                                  | (Cooke & Massee) L. Kiss                             | 2019           |
| Golovinomyces macrocarpus                                  | (Speer) U. Braun                                     | 2012           |
| Golovinomyces magnicellulatus                              | (U. Braun) V.P. Heluta                               | 1988           |
| Golovinomyces monardae                                     | (G.S. Nagy) M. Scholler, U. Braun & Anke Schmidt     | 2016           |
| Golovinomyces montagnei (Grootsporige vederdistelmeeldauw) | U. Braun                                             | 2012           |
| Golovinomyces neosalviae                                   | M. Scholler, U. Braun & Anke Schmidt                 | 2016           |
| Golovinomyces ocimi                                        | (S. Naray. & K. Ramakr.) Meeboon & S. Takam.         | 2017           |
| Golovinomyces orontii                                      | (Castagne) V.P. Heluta                               | 1988           |
| Golovinomyces poonaensis                                   | (Kamat) U. Braun                                     | 2012           |
| Golovinomyces prenanthis                                   | U. Braun                                             | 2012           |
| Golovinomyces pseudosepultus                               | (U. Braun) V.P. Heluta                               | 1988           |
| Golovinomyces riedlianus                                   | (Speer) V.P. Heluta                                  | 1988           |
| Golovinomyces robustus                                     | (R.Y. Zheng & G.Q. Chen) T.Z. Liu                    | 2010           |
| Golovinomyces rogersonii                                   | U. Braun                                             | 2006           |
| Golovinomyces rubiae                                       | (H.D. Shin & Y.J. La) U. Braun                       | 1999           |
| Golovinomyces salviae                                      | (Jacz.) M. Scholler, U. Braun & Anke Schmidt         | 2016           |
| Golovinomyces senecionis                                   | U. Braun                                             | 2012           |
| Golovinomyces simplex                                      | (V.P. Heluta) V.P. Heluta                            | 1988           |
| Golovinomyces sonchicola                                   | U. Braun & R.T.A. Cook                               | 2009           |
| Golovinomyces sordidus (Grote weegbreemeeldauw)            | (L. Junell) V.P. Heluta                              | 1988           |
| Golovinomyces spadiceus                                    | (Berk. & M.A. Curtis) U. Braun                       | 2012           |
| Golovinomyces sparsus                                      | (U. Braun) V.P. Heluta                               | 1988           |
| Golovinomyces tabaci                                       | (Sawada) H.D. Shin, S. Takam. & L. Kiss              | 2019           |
| Golovinomyces valerianae                                   | (Jacz.) V.P. Heluta                                  | 1988           |
| Golovinomyces verbasci                                     | (Jacz.) V.P. Heluta                                  | 1988           |
| Golovinomyces verbenae                                     | (Schwein.) V.P. Heluta                               | 1988           |
| Golovinomyces vincae                                       | U. Braun & S. Takam.                                 | 2019           |